# Saison 2010 des Phillies de Philadelphie
La saison 2010 des Phillies de Philadelphie est la 128e saison en ligue majeure pour cette franchise, tenante du titre de champion de la Ligue nationale. Avec 97 victoires pour 65 défaites, les Phillies sont premiers de la Division est de la Ligue nationale. Le Parcours s'achève en Série de Ligue face aux Giants de San Francisco.

## Intersaison

### Arrivées
- L'avant-champ Juan Castro rejoint les Phillies le 24 novembre 2009[1].
- Le lanceur partant Roy Halladay est acquis le 16 décembre 2009 des Blue Jays de Toronto en retour du lanceur Kyle Drabek, du voltigeur Michael Taylor et du receveur Travis d'Arnaud[2].
- Les lanceurs Philippe Aumont et JC Ramirez ainsi que le voltigeur Tyson Gillies sont acquis des Mariners de Seattle le 16 décembre 2009 en retour du lanceur partant Cliff Lee[2].
- Le lanceur José Contreras signe un contrat d'un an le 28 janvier 2010[3].
- Freddy Guzmán signe un contrat des ligues mineures le 3 février[4].

### Départs
- Le troisième but Pedro Feliz, agent libre, rejoint les Astros de Houston le 10 décembre[5].
- Le lanceur Cliff Lee est transféré aux Mariners de Seattle le 16 décembre 2009 en retour des lanceurs Philippe Aumont et JC Ramirez et du voltigeur Tyson Gillies[2].

### Prolongations de contrats
- Joe Blanton accepte une prolongation de contrat de trois ans pour 24 millions[6].
- Shane Victorino signe en janvier 2010 une prolongation de contrat de 22 millions de dollars pour trois saisons[7].
- Carlos Ruiz obtient une prolongation de contrat de 8,85 millions pour trois ans[8].

### Grapefruit League
32 rencontres de préparation sont programmées du 3 mars au 3 avril à l'occasion de cet entraînement de printemps 2010 des Phillies.
Avec 15 victoires et 12 défaites, les Phillies terminent 4e de la Grapefruit League et enregistrent la 6e performance des clubs de la Ligue nationale.

## Saison régulière

### Classement
| Ligue nationale (Division Est) | V  | D  | %    | GB |
| ------------------------------ | -- | -- | ---- | -- |
| Phillies de Philadelphie       | 97 | 65 | .599 | -  |
| Braves d'Atlanta               | 91 | 71 | .562 | 6  |
| Marlins de la Floride          | 80 | 82 | .494 | 17 |
| Mets de New York               | 79 | 83 | .488 | 18 |
| Nationals de Washington        | 69 | 93 | .426 | 28 |

### Résultats
| Légende               | Légende              | Légende       |
| victoire des Phillies | défaite des Phillies | match reporté |
| --------------------- | -------------------- | ------------- |

#### Mai
En signant un blanchissage le 7 mai face aux Braves d'Atlanta, le lanceur partant des Phillies de Philadelphie Jamie Moyer devient le premier lanceur de l'histoire à réussir une telle performance sur quatre décennies (années 1980, années 1990, années 2000 et années 2010). En outre, à 47 ans et 170 jours, Moyer est le lanceur le plus âgé à réussir un blanchissage. Le record était jusque-là tenu par Phil Niekro (46 ans et 188 jours).
Le droitier Roy Halladay lance un match parfait le 29 mai à l'occasion de la victoire 1-0 des Phillies de Philadelphie sur les Marlins de la Floride au Sun Life Stadium. C'est le 20e match parfait de l'histoire des Ligues majeures.

#### Juillet
Le 29 juillet, le lanceur partant J. A. Happ et deux joueurs des ligues mineures (le voltigeur Anthony Gose et l'avant-champ Jonathan Villar) passent aux Astros de Houston en retour du lanceur partant Roy Oswalt.

## Séries éliminatoires

### Série de division
| # | Date       | Adversaire | Score | Vic.            | Déf.          | Sauv.     | Affluence | Bilan |
| - | ---------- | ---------- | ----- | --------------- | ------------- | --------- | --------- | ----- |
| 1 | 6 octobre  | Reds       | 0 - 4 | Halladay (1–0)  | Volquez (0–1) |           | 46 411    | 1-0   |
| 2 | 8 octobre  | Reds       | 4 - 7 | Contreras (1–0) | Chapman (0–1) | Lidge (1) | 46 511    | 2-0   |
| 3 | 10 octobre | @ Reds     | 2 - 0 | Hamels (1–0)    | Cueto (0–1)   |           | 44 599    | 3-0   |

### Série de ligue
| # | Date       | Adversaire | Score | Vic.           | Déf.           | Sauv.      | Affluence | Bilan |
| - | ---------- | ---------- | ----- | -------------- | -------------- | ---------- | --------- | ----- |
| 1 | 16 octobre | Giants     | 4 - 3 | Lincecum (1-0) | Halladay (0-1) | Wilson (1) | 45 929    | 0-1   |
| 2 | 17 octobre | Giants     | 1 - 6 | Oswalt (1-0)   | Sánchez (0-1)  |            | 46 099    | 1-1   |
| 3 | 19 octobre | @ Giants   | 0 - 3 | Cain (1-0)     | Hamels (0-1)   | Wilson (2) | 43 320    | 1-2   |
| 4 | 20 octobre | @ Giants   | 5 - 6 | Wilson (1-0)   | Oswalt (1-1)   |            | 43 515    | 1-3   |
| 5 | 21 octobre | @ Giants   | 4 - 2 | Halladay (1-1) | Lincecum (1-1) | Lidge (1)  | 43 713    | 2-3   |
| 6 | 23 octobre | Giants     | 3 - 2 | López (1-0)    | Madson (0-1)   | Wilson (2) | 46 062    | 2-4   |